# Les Trois Amis (film, 1911)
Pour les articles homonymes, voir Les Trois Amis (homonymie).
Pour plus de détails, voir Fiche technique et Distribution.
Les Trois Amis est un film muet français réalisé par Georges Monca, sorti en 1911.

## Fiche technique
- Titre : Les Trois amis
- Réalisation : Georges Monca
- Scénario : René Chavance
- Photographie :
- Montage :
- Société de production : Pathé Frères
- Société de distribution : Pathé Frères
- Pays d'origine :  France
- Langue : film muet avec les intertitres en français
- Métrage : 245 mètres
- Format : Noir et blanc — 35 mm — 1,33:1 — Muet
- Genre :  Comédie
- Durée : 8 minutes 10
- Dates de sortie :
  -  France : novembre 1911

## Distribution
- Frédéric Muffat : Bidochard
- Charles Lorrain : Ludovic
- Louis Brunais : Dugourdin
- Paulette Lorsy : Mme Bidochard
- Émile Blémont